# War-Sav – Gauche indépendantiste bretonne
War-Sav – Gauche indépendantiste bretonne, anciennement Emgann, puis Breizhistance – Parti socialiste de Bretagne, est un mouvement nationaliste breton d'extrême gauche créé en 1983.

## Historique

### Origines
Emgann est fondé en 1983. Il se définit alors comme « socialiste autogestionnaire et indépendantiste breton ». Il est perçu par tous les observateurs comme un mouvement d'extrême gauche. Il est anticapitaliste et antiraciste, et participe régulièrement à des mobilisations contre le Front national, mais aussi à la marche des fiertés LGBT (Gay pride) de Rennes. Il a été créé par d'anciens prisonniers indépendantistes bretons FLB/ARB amnistiés en 1981, par d'anciens membres du Strollad pobl vreizh et des militants des KAD Kuzulioù an Distaoliadeg-Comités Amnistie Bretagne) après la mutation du mouvement breton provoquée par l'arrivée de la gauche française au pouvoir en 1981.
Son ancien programme, datant de 1988, la Charte du mouvement de libération nationale du peuple breton pour le socialisme autogestionnaire mentionnait :
- la défense des travailleurs bretons ;
- l'élaboration d'une économie conforme à leurs intérêts ;
- le suivi d'une politique agricole sur le plan régional ;
- l'instauration d'un plan d'urgence propre à la Bretagne ;
- la protection de l'environnement contre l'investissement spéculatif dans le secteur immobilier et touristique ;
- la sauvegarde de la langue et de la culture bretonnes ;
- le rattachement du département de la Loire-Atlantique à la Bretagne administrative ;
- la solidarité active avec les autres mouvements de libération, comme les Basques, les Kanak, les Corses, les Irlandais et les Kurdes… (voir notamment Liens entre nationalistes basques et bretons).

En avril 2000, après l'attentat du McDonald de Quévert, près de Dinan, qui provoque la mort d'une jeune employée, plusieurs militants de l'Emgann, considéré par les enquêteurs comme la vitrine légale de l'Armée révolutionnaire bretonne (ARB), sont mis en examen. En mars 2004, les trois principaux accusés sont acquittés. Un militant écope d'une condamnation à trois ans de prison pour « association de malfaiteurs ».
Emgann est dissous en 2009, et certains de ses militants s'impliquent dans la création d'un nouveau parti, Breizhistance – Parti socialiste de Bretagne.

### Tentatives de création d'un nouveau mouvement
À la suite de la libération progressive des militants d'Emgann incarcérés, le mouvement tente de lancer la plateforme BZH en juin 2006, dans l'objectif de créer un nouveau mouvement et afin de « tourner la page » de la lutte armée. Cette tentative infructueuse est relancée en mars 2007, avec une nouvelle structure nommée République bretonne.
L'objectif de République bretonne est d'entamer « un mouvement de rénovation du mouvement national breton de progrès ». C'est-à-dire renouveler et adapter au présent et à l'avenir, le discours, les structures et les ambitions politiques de ce qu'on pouvait appeler la « gauche nationale » ou la « gauche indépendantiste ». Ce mouvement a lancé une campagne : « Bretons, nous sommes une nation nous avons le droit de décider ». République bretonne sera un échec.
Emgann-MGI décide également de mettre en retrait le nom du parti pour les élections municipales et cantonales de 2008 et ses militants font partie de listes de gauche sous le sigle Breizhistance.

### Création de Breizhistance
Lors d'un congrès à Fougères en octobre 2009, les militants les plus actifs et des jeunes nouvellement arrivés tentent de lancer une nouvelle organisation politique, Breizhistance, avec l'objectif d'intégrer Emgann dans la nouvelle structure. Malgré un vote majoritaire, une minorité nostalgique de l'époque 80-90 refuse le processus et décide de maintenir Emgann en vie et dissocié de Breizhistance.
Quelques mois avant ce congrès Gaël Roblin, figure historique du mouvement, faisait part de sa volonté de créer une nouvelle structure à l'occasion des élections régionales de 2010 en proposant une alliance avec d'autres nationaliste bretons allant du Parti breton au maire autonomiste Christian Troadec. Avant finalement, à la suite de désaccords, de soutenir et présenter des candidats sur la liste d'Europe Écologie Les Verts.

### Emgann maintenu
La seule activité publique d'Emgann depuis la création de Breizhistance a été en 2012 une commémoration patriotique en Irlande. Emgann était principalement animé par Reun Le Diguerher, mort en octobre 2012, qui était membre de l'association Kelc'h An Dael pour la remise en place du Parlement breton.

## Résultats électoraux
- 1989 : aux élections municipales une liste conduite par Herve ar Beg, militant d'Emgann, atteint les 9,8 % à Guingamp.
- Mars 2004 : aux cantonales, en plein procès « attentats en Bretagne 1993-2004 », Emgann présente deux candidats dans les Côtes-d'Armor : Gaël Roblin alors en cours de jugement à Paris, obtient 2,90 % des suffrages à Plouagat ; Fulup Kadored atteint 5,04 % à Bourbriac. À Pont-Croix (Finistère), Elisabeth Kerloc'h obtient 2,18 %. À Nort-sur-Erdre, (Loire-Atlantique), Morvan Coarer devance la candidate du PCF avec 2,59 % des voix.
- 2008 : aux élections cantonales, Emgann présente cinq candidats sous l'étiquette Breizhistance en alliance avec la LCR dans certains cantons et obtient les scores suivants :
  - Saint-Julien-de-Vouvantes (pays nantais) : 6,36 % ;
  - Vertou Vignoble (pays nantais) : 2,56 % ;
  - Antrain (pays de Fougères) : 5,74 % ;
  - Belle-Isle-en-Terre (Trégor) : 9,11 % ;
  - Quimper 1 : 2,7 %.

Lors d'élections cantonales, Emgann distance régulièrement les candidats du PCF, de Lutte ouvrière ou du Parti des travailleurs, avec des scores oscillant entre 1 et 9 %.

## Thèmes et implantation

Ancien logo de l'Emgann.

Le mouvement s'est essoufflé après les affaires de terrorisme ayant abouti à l'emprisonnement de son porte-parole de la fin des années 1990, Gaël Roblin. L'activité du mouvement s'est principalement concentrée autour du soutien aux prisonniers politiques bretons entre 2000 et 2005.
Des postes de responsabilités sont en place depuis la création du mouvement comme celui de secrétaire aux affaires internationales, celui de secrétaire aux affaires sociales est créé plus tard. À la fin des années 1990, c'est un mouvement mal implanté dans les universités ; il recrute parmi les enseignants, dans les milieux urbains de jeunes chômeurs, des RMIstes et de salariés, parmi lesquels des travailleurs intérimaires.
En 1995, Emgann crée la « fête nationale du peuple breton », Gouel Broadel Pobl Breizh. Le titre Emgann est remplacé par Combat breton : c'est la revue du mouvement indépendantiste Emgann. Yann Puillandre, qui avait pris du recul en 1998, devient directeur de publication de la nouvelle série de Combat breton en 2004 en remplacement de Denis Riou.

## Liens possibles avec l'Armée révolutionnaire bretonne
Vis-a-vis de l'Armée révolutionnaire bretonne (ARB), ce mouvement adopte un double langage en permanence sur le fil de la légalité française qui permet de poursuivre les activités séparatistes. « Emgann n'est pas la vitrine légale de l'ARB », qu'elle considère cependant comme une « organisation de résistance patriotique » et dont elle publie les communiqués dans son journal Combat Breton, comme d'ailleurs d'autres organes de presse.
Emgann déclare ne pas approuver les actions violentes de l'ARB, mais ne les désapprouve pas non plus[réf. nécessaire], en les présentant comme les « conséquences logiques de la violence de l'État colonial français et du désespoir des jeunes Bretons ». Il rend hommage à Christian Le Bihan, ancien militant du parti Strollad ar Vro mort en posant une bombe devant le tribunal de Guingamp en 1985 (communiqué du 11 juin 2005), à l'occasion de la fête du peuple breton. Plusieurs procès ont montré des liens entre l'ARB et des militants d'Emgann.
Plusieurs membres de cette organisation ont été interpellés lors de l'affaire de Plévin ; certains ont été condamnés[réf. nécessaire]. D'autres[réf. nécessaire] ont été interpellés dans le cadre de l'enquête et de l'instruction sur l'affaire de Quévert. Aucun d'eux n'a été condamné dans ce dernier dossier: En mars 2004, les quatre militants poursuivis sont acquittés pour ce fait. Le parquet fait appel de trois de ces quatre acquittements, mais l'appel est jugé irrecevable en novembre 2008. Le parquet s'est pourvu en cassation contre cet arrêt, la Cour de cassation lui a donné tort. Les militants poursuivis sont donc définitivement blanchis.

## Comités locaux et anciens membres

### Comités locaux
Les lieux d'implantation historique d'Emgann sont le Trégor, Rennes, le Pays nantais, Fougères, Brest, Lorient. [réf. souhaitée]

### Anciens membres
Parmi les anciens membres d'Emgann on compte : Gérard Bernard, couvreur et ancien secrétaire aux affaires sociales d'Emgann, Christian Georgeault, monteur en charpente et secrétaire aux affaires internes d'Emgann, Lena Louarn, vice-présidente du Conseil régional de Bretagne, Denis Riou, employé administratif et « ancien » de l'Armée révolutionnaire bretonne, qui a déjà fait de la prison à plusieurs reprises depuis les années 1970, pendant plusieurs années directeur de la publication de Combat breton, organe du mouvement indépendantiste Emgann.

### Sources
- Journal du mouvement de libération nationale du peuple breton pour le socialisme. Du numéro 0 de 1983 au numéro 63 de 1991